# 도곤인

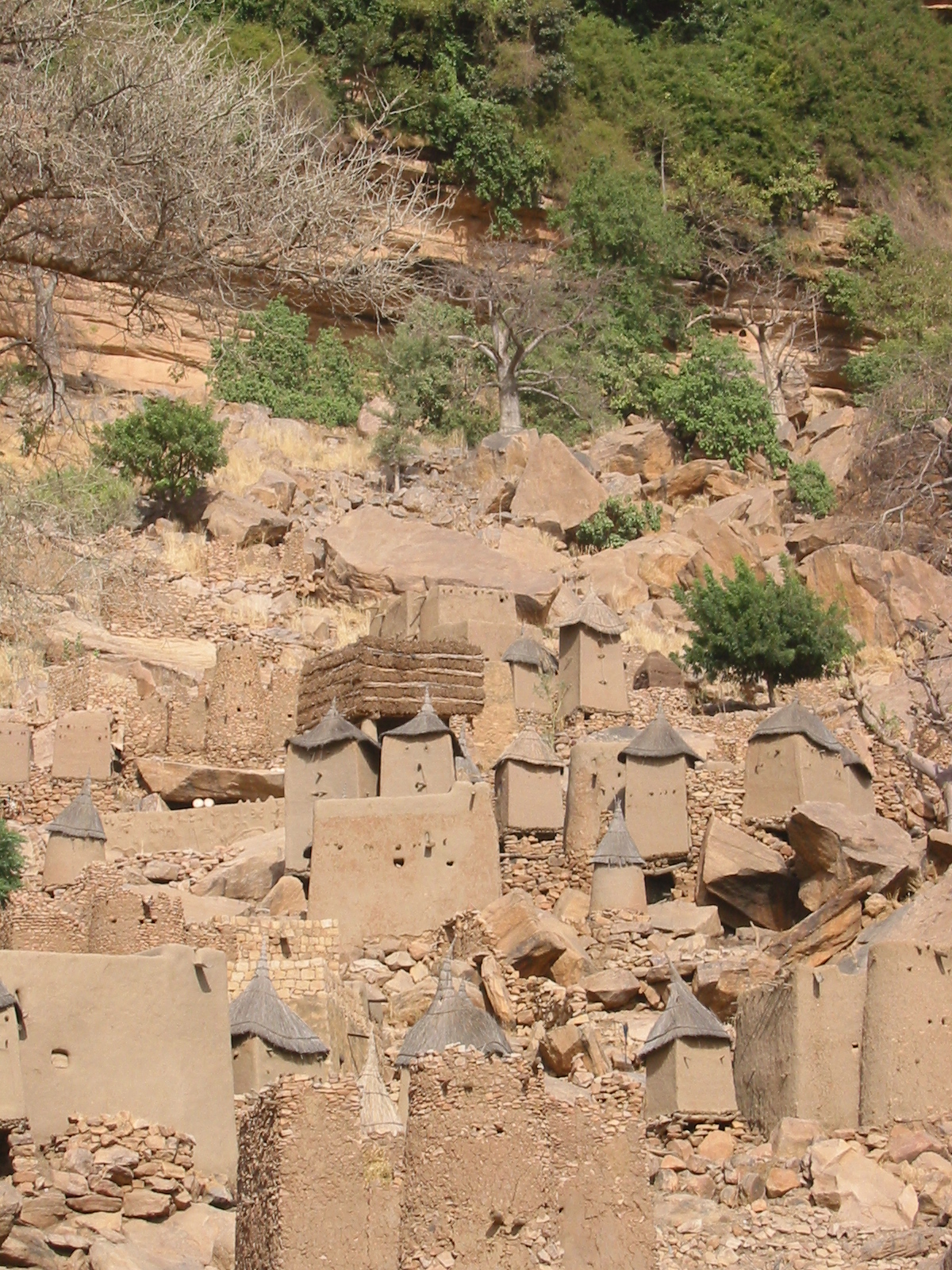
반나이의 도곤인 마을

도곤인(Dogon people)은 서아프리카 말리의 고원 지역에 사는 소수 민족이다. 이는 몹티 지역의 니제르 굽이 남쪽이며 반디아가라시 근처이다.
이들은 종교적 전통, 가면을 쓰고 추는 춤, 나무 조각, 건축으로 널리 알려져 있다. 지난 세기 동안 이들의 사회 구조, 물질 문화, 믿음에 큰 변화가 있었는데 이는 이들이 말리의 주된 관광 자원 역할을 한 것에서 부분적으로 기인한다.

## 사회
6월부터 10월에 걸친 우기에는 필밀레, 옥수수, 벼, 포니오, 양파 등을 재배하고, 건기에는 인공 연못을 만든다.
사회적으로는 아버지부터 되는 집단을 형성하여, 가면결사(假面結社)나 연령집단(年齡集團)이라고 하는 정치적 조직이 확립되고 호곤이라고 칭하는 수장에 의해 마을의 운영을 한다. 특히 가면결사로 대표되는, 가면 문화에 발달이 보이고 이것을 이용한 무용이나 제사에 문화적 특징을 가진다. 제사의 상당수는 건기에 행해지고 선조를 칭송하는 축제, 크란의 토템을 모시는 것, 남자 결사에 의한 축제등이 행해진다. 그 중에서도 60년에 1도 실시되는, 조상의 신비스러운 힘을 가진 뱀의 대가면을 봉납하는 도요새의 축제는 잘 알려진다.

## 신화
천문학에 관한 지식을 많이 가진 도곤인은 거기에서 유래하는 신화를 많이 가지고 있고, 프랑스의 제르맹 디타렌이나 마르셀 그리오르라고 하는 연구자에 의해 그 상세하게 소개되었다. 이 학술 논문은 1950년에 아프리카학 협회잡지에 '수단 원주민의 전승에 의한 시리우스자리'라고 하는 이름으로 발표가 이루어졌다. 다만, 이 신화에 관해서, 정말로 고대로부터 있던 신화인가에 대해서, 외부 문명과의 접촉이 전무한 부족으로서 그들이 만들어낸 신화인가, 어떠한 형태로 외부 문명과 접촉한 다음 창조된 신화인지 결론은 나와 있지 않다.

## 도곤과 시리우스(sirius)
이들을 연구한 몇몇 학자들은 이들이 높은 수준의 천문학, 자연, 기원에 대한 지식을 가지고 있다고 보고했는데 이에 대해서는 다른 의견들이 많다. 1931년에서 1956년까지 프랑스 인류학자 마르셀 그리올르(marcel griaule)가 이들을 연구했다. 이는 선교의 일환으로 1931년, 1935년, 1937년, 1938년에는 수 일에서 두 달 정도, 1946년부터 1956년까지는 매해 이뤄졌다.

## 같이 보기
- 오파츠
- 시리우스
- 미확인 비행 물체